# 李祖沛
李祖沛（1950年—），云南腾冲人，中华人民共和国政治人物、外交官。

## 生平
毕业于上海机械学院冶金系金相专业，是中国共产党党员。1997年，接替张德政担任中华人民共和国驻加纳大使。1999年，由吕永寿接任。2008年，担任全国人大常委会委员、全国人大常委会代表资格审查委员会委员、全国人大华侨委员会副主任委员，中华全国归国华侨联合会顾问。